# Helmut Braunlich
Helmut Braunlich (Brno, Moravia, 19 de mayo de 1929-24 de mayo de 2013) fue un compositor, violinista y musicólogo germano-norteamericano.

## Formación
Se formó como músico en el Mozarteum de Salzburgo, Austria, cursando violín con Christa Richter-Steiner, composición con Egon Kornauth e Historia de la Música con Eberhard Preussner. En 1951 emigró a los Estados Unidos de América, donde se integró a diversas orquestas profesionales, siendo miembro de la Orquesta Sinfónica de la Fuerza Aérea. Prosiguió sus estudios de composición en la Universidad Católica de América en Washington D. C., donde su maestro fue el gran organista Conrad Bernier. Obtuvo su título de Maestría con un Concierto para dos violines y orquesta. Prosiguió luego los estudios de musicología, que culminaron con el doctorado (Ph.D.)

## Vida profesional
Después de su graduación se integró al claustro de docentes de la Facultad de Música de la Universidad Católica, impartiendo cursos de Teoría Musical, Musicología, Composición musical, Violín y Prácticas de Ejecución. En 1988 fue nombrado profesor catedrático, y poco más tarde asumió la jefatura del Departamento de Composición de esa casa de estudios. La República Federal de Alemania reconoció la trayectoria de Helmut Braunlich en 1989 cuando el gobierno estatal de Baviera le concedió su máximo premio de cultura otorgado a ciudadanos oriundos de la Región de los Sudetes (Moravia, hoy parte de la República Checa). El profesor Braunlich se desempeñó frente al Departamento de Composición hasta 1999, cuando se convirtió en profesor emérito. Ha sido maestro de numerosos compositores internacionales, entre los que han sobresalido Diana Arismendi, Dieter Lehnhoff, Daniel Luzko y Maurice Saylor, entre otros. Durante toda su carrera dedicó mucha atención a la difusión de la música contemporánea, colaborando con diversas asociaciones norteamericanas e internacionales.